# Смрт породиље
Смрт породиље или  матернална (мајчинска) смртност је смртност жене за време трудноће, на порођају и шест недеља (42 дана) после порођаја, независно од трајања или локализације трудноће. Она може настати због било ког узрока у вези са трудноћом или са погоршањем тока трудноће или при њеном вођењу, али не као последица случајних или узгредних узорка.
Генерално се прави разлика између„ директне мајчине смрти “која је последица компликација саме трудноће, порођаја или неге и„ индиректног узрока смрти “ када је смрт повезана са трудноћом код пацијента са већ постојећим или недавним здравственим проблемом. Остале смрти које се догоде током трудноће и нису с њом повезане називају се случајним, задесним или неакушерским.
Смртност мајки је сентинелни догађај и као такав показатељ квалитет здравствених система у државама и земљама света. Постоје фактори повезани са мајчином смрћу који не имплицирају добро или лоше опште здравље, попут тајног побачаја и смртних случајева повезаних са насиљем над женама. Стопа смртности мајки која је повезана са тајним абортусом је 2,95 пута већа од стопе трудноће која доводи до порођаја. Такође је забележено да се око 10% смртности мајки догоди након 42 дана пуерперијума, тако да неке дефиниције прелазе касни пуерперијум и укључују до годину дана након порођаја. Препознато је да су подаци добијени о смртности мајки непотпуни, јер мање од 40% земаља чланица СЗО извештава о својим нивоима материнске смртности на исправан, систематичан и проверљив начин.
Други показатељ морталитета у односу на трудноћу су смртне случајеве повезане са трудноћом, који, продужавају период разматрања тако да обухватају и до једну годину од краја трудноће, без обзира на исход. Смрт повезана са трудноћом, како је дефинисао Амерички колеџ за акушерство и гинекологију су и све смрти у року од једне године од исхода трудноће, без узимања у обзир било каквог узрочног ефекта и да ли је трудноћа директно или индиректно узроковала смрт.
Два индикатора смрти породиља које се користе наизменично су однос смртности мајки и стопа смртности мајки, оба скраћено „ММР“. До 2017. године, стопа смртности мајки у свету опала је за 44% од 1990. године, али и даље сваког дана 808 жена умире због трудноће или порођаја. Према извештају Фонда Уједињених нација за становништво (УНФПА) за 2017. ово је еквивалентно смрти: око једне жена на свака две минуте, као и чињеници да на сваку жену која умре, 20 до 30 је са компликација или са озбиљним или дуготрајним последицама. Већина ових смртних случајева и повреда се у потпуности могло спречити.
Фонд Уједињених нација за становништво проценио да је 303.000 жена умрло од трудноће или порођаја у 2015. години. Ови узроци се крећу од јаког крварења до отежаног порођаја, за које данс постоје високо ефикасне интервенције. Како су жене имале приступ планирању породице и квалификованом лицу и порођаја са резервном хитном акушерском заштитом, глобални однос смртности мајки пао је са 385 умрлих мајки на 100.000 живорођених 1990. године на 216 смртних случајева на 100.000 живорођених 2015. године, а многе земље су преполовиле своје стопе смртности мајки у последњих 10 година.
Иако су учињени бројни покушаји смањења смртности мајки, има још много простора за побољшање, посебно у сиромашним регионима. Преко 85% смртних случајева мајки долази из сиромашних заједница у Африци и Азији. Ефекат мајчине смрти резултира рањивим породицама, а њихова новорођенчад, ако преживе пород, имају већу вероватноћу умирања пре него што напуне други рођендан.

## Дефиниције

### Умрла мајка
Годишњи број женских смртних случајева из било ког узрока који је повезан или је отежан трудноћом или њеним управљањем (изузимајући случајне или задесне узроке) током трудноће и порођаја или у року од 42 дана од прекида трудноће, без обзира на трајање и место трудноће, изражено на 100 000 живорођених, за одређени временски период.

### Смртност породиља у вези с трудноћом
Смрт настала током трудноће, порођаја и пуерперијума, дефинише се као: смрт жене током трудноће или у року од 42 дана од прекида трудноће, без обзира на узрок смрти (акушерска и неакушерска смрт).

### Касна смртност породиља
Касна смртност породиље је: смрт жена услед директних или индиректних акушерских компликација после више од 42 дана, али мање од годину дана после завршетка трудноће или након прекида трудноће.

### Индиректна акушерска смрт
Индиректна акушерска смрт је она: која је последица претходне постојеће болести или болести која се развила током трудноће и која није настала услед директних акушерских узрока, већ је погоршана физиолошким ефектима трудноће.
Пример: код жене која има шећерну болест, када затрудни, њена трудноћа погоршава шећерну болест и она од ње умире.

### Живорођенче
Живорођенче је производ, који настаје након потпуног избацивање или вађење производа зачећа из тела мајке, без обзира на трајање трудноће, која, након таквог раздвајања, удише или показује било какве друге доказе о животу као што су куцање срца, пулсирање пупчане врпце или одређено кретање вољних мишића, без обзира да ли је пупчана врпца пресечена или није или је плацента причвршћена. (ИЦД-10)

### Извештавање о смртности мајки
Међународно извештавање о смртности мајки у склопу међународног извештавања о смртности мајки, прихвата само оне смртни случајеви мајки који су се догодили пре истека 42-дневног референтног периода и треба да буду укључени у израчунавање различитих односа и стопа. Праћење каснијих смртних случајева омогућава добијање информација за национално, регионално и глобално разумевању ових догађаја без обзира да ли је пупчана врпца пресечена или није или је плацента причвршћена. (ИЦД-10)

### Доживотни ризик од мајчине смрти
Доживотни ризик од мајчине смрти је вероватноћа да мајка затрудни и вероватноћа да умре као резултат те трудноће због кумулираних животни ризик од мајчине смрти током репродуктивних година жене.

### Показатељи смртности породиља
Показатељ који се користи за израчунавање смртности породиља требло би означити само у односу на број живорођења или на број укупних рођења (живорођења плус смрти фетуса). Ако су доступна оба показатеља, калкулацију треба извршити за сваки појединачно.
 Подаци о смртности мајки и другим релевантним променљивим добијају се кроз базе података које воде СЗО, УНПД, УНИЦЕФ и Група Светске банке података. Подаци доступни из земаља разликују се у погледу извора и метода. С обзиром на варијабилност извора података, за сваки извор података користе се различите методе како би се дошло до процена у земљама које су упоредиве и омогућавају регионално и глобално агрегирање.   Однос материнске смртности (ММР) дефинисан је као број умрлих мајки током датог временског периода на 100 000 живорођених у истом временском периоду. Приказује ризик од мајчине смрти у односу на број живорођених и у основи бележи ризик од смрти у једној трудноћи или по једном живорођеном детету.

## Епидемиологија
Oко 289.000 жена (у просеку око 800 дневно) само у 2013. години умрло је широм света због компликација у трудноћи (уз велике разлике између развијених и земаља у развоју).
Иако смртност мајки у западним земљама непрекидно пада што документују годишњи извештаји и статистика, између 1987. и 2011. године смртност мајки у Сједињеним Америчким Државама порасла је са 7,2 на 17,8 смртних случајева на 100.000 живорођених, што се одражава у размери материнске смртности (ММР). Супротно томе, стопе до 1.000 по рођењу пријављене су у остатку света (са највишим стопама у Субсахарској Африци и Јужној Азији, које чине 86% таквих смртних случајева).
Смрти породиљи се ретко истражују у многим земљама, али Светска здравствена организација процењује да је 99% ових смртних случајева, од којих се већина догоди у року од 24 сата од порођаја, могуће спречити ако постоје одговарајућа инфраструктура, обука и медицинска опрема.
У слабо развијеним земљама, здравље мајки додатно угрожава сиромаштво и неповољни економски фактори који поред ограничавања квалификованог здравственог особља, утиче и на целокупну здравствену инфраструктуру (постојање и приступ болница, медицинску опрему, залихе и остало). Друге потешкоће укључују културни став према сексуалности, контрацепцији, браку деце, порођају у кући и неспособност препознавања хитних медицинских случајева.
Директни узроци смрти породиља су крварење, еклампсија, отежан пород, сепса и неквалификовани побачај. Поред тога, маларија и АИДС узрокују додатне компликације код трудница. У периоду 2003–2009. године, крварења у трудноћу су била водећи узрок смрти, чинила су  27% узрока смртних случајева у земљама у развоју и 16% у развијеним земљама.
Нерепродуктивно здравље остаје важан индикатор здравља мајки. У Сједињеним Америчким Државама водећи узроци смрти мајке су кардиоваскуларне болести (15% смртних случајева), ендокрини, респираторни и гастроинтестинални поремећаји, инфекције, крварења и хипертензивни поремећаји трудноћа.

### Варијације унутар земаља
Постоје значајне варијације смртности мајки унутар земаља, посебно у земљама са великим разликама у једнакости у приходима и образовању и великим диспаритетима у здравственој заштити. Жене које живе у руралним подручјима имају већу смртност мајки од жена које живе у урбаним и субурбаним центрима. Оне које живе у богатијим домаћинствима, имају високо образовање и имају већу употребу здравствених услуга од својих сиромашнијих, мање образованих или рурални колегиница. Такође постоје расне и етничке разлике у исходима здравља мајки, што повећава смртност мајки у маргинализованим групама.

#### Разлике између земаља
| Земља                                         | Земље према показатељу смртности мајки у 2017. години. Сви подаци су из Светске банке података. |
| --------------------------------------------- | ----------------------------------------------------------------------------------------------- |
| Аустралија                                    | 6                                                                                               |
| Канада                                        | 10                                                                                              |
| Француска                                     | 8                                                                                               |
| Немачка                                       | 7                                                                                               |
| Јапан                                         | 5                                                                                               |
| Шведска                                       | 4                                                                                               |
| Уједињено Краљевство Велике Британије и Ирске | 7                                                                                               |
| САД                                           | 19                                                                                              |
| Нови Зеланд                                   | 9                                                                                               |
| Јужна Кореја                                  | 11                                                                                              |
| Италија                                       | 2                                                                                               |
| Шпанија                                       | 4                                                                                               |
| Русија                                        | 17                                                                                              |
| Мексико                                       | 33                                                                                              |
| Кина                                          | 29                                                                                              |

У 2017. години 810 жена је умрло од узрока који су се могли спречити и који су били повезани са трудноћом и рођењем. Такође је процењено да се исте године 94% смртности мајки догодило у земљама у развоју.
У ретроспективној студији урађеној у неколико земаља 2007. године, узрок смрти и узрочна веза са начином порођаја код трудница испитивани су од 2000. до 2006. године. Откривено је да је вишак стопе смртности мајки код жена које су имале плућну болест (нпр емболија је била повезана са подвргавањем царском резу). Пронађена је и веза између неураксијалне анестезије, чешће познате као епидурална, и повећаног ризика за епидурални хематом. Оба ова ризика могу се смањити увођењем поступне компресије, било компресијским чарапама или уређајем за компресију. Такође се спекулише да би елиминисање концепта избора царског реза као начина порођаја у Сједињеним Америчким Државама значајно смањило стопу смртности мајки.
Погледом на мапу са десне стране уочавамо знатне разлике у стопи смртности мајки широм света у 2015. години. Оно што постаје јасно из размера на мапи - су различити редови величина - односно неједнакости међу земљама: и да су величине разлика у морталитету међу земљама веома велике. У већини земаља са високим дохотком смртност мајки је сада врло ниска. Просечна стопа у Европској унији је 8 умрлих мајки на 100.000 живорођених. У неким земљама као што су Пољска, Грчка, Финска и Шведска, стопа је још нижа и износи 3 до 4 на 100.000.
У Сијера Леонеу жена има 300 до 400 пута већу вероватноћу да умре са сваком трудноћом. Према процени од 1.360 смртних случајева на 100.000 живорођених, око 1 у 75 трудноћа завршава се смрћу мајке.
Пет земаља у којима ће жена највероватније умрети у датој трудноћи су:
- Сијера Леоне,
- Централна Афричка Република,
- Чад,
- Нигерија,
- Јужни Судан.[16]

### Миленијумски развојни циљ Уједињених нација
Уједињене нације су 2000. године развиле Миленијумски развојни циљ 5 (МДГ) како би побољшале здравље мајки. Циљ 5Акао задатак поставио је смањење смртности мајки за три четвртине у периоду од 1990. до 2015. године. За праћење овог циља кориђћена су два показатеља, 5.1 ММР и 5.2 удео порођаја којима је присуствовало квалификовано здравствено особље (лекар, медицинска сестра или бабица).
Досадашњи извештаји указују на то да је МЦР 5 постигао најмањи напредак од свих до сада Миленијумских развојних циљева. До циљаног датума 2015. године материнска смртност је опала само за 45%, са 380 на 210, од чега се већина догодила након 2000. године. Међутим, ово побољшање се догодило у свим регионима, али највише материнске смртности је и даље био у Африци и Азији, мада је у Јужној Азији био највећи пад, са 530 на 190 (64%). Најмањи пад забележен је у развијеним земљама, са 26 на 16 (37%). Што се тиче порођаја уз асистенцију, овај проценат је порастао са 59 на 71%. Иако су бројеви били слични и за развијене и за регионе у развоју, постојале су велике разлике од 52% у Јужној Азији до 100% у Источној Азији.
Ризици од умирања у трудноћи у земљама у развоју и даље су четрнаест пута већи него у развијеним земљама света, али у потсахарској Африци, где је ММР највећи, ризик је 175 пута већи.
При постављању циљева МЦР-а, квалификовано потпомогнуто рођење сматрало се кључном стратегијом, али и показатељем приступа здравственој нези. Такође постоје значајне разлике унутар региона са 31% нижом стопом у руралним областима земаља у развоју (56 наспрам 87%), па тако у Источној Азији нема разлике, док разлика у Централној Африци износи 52% (32 насупрот 84%).
Завршетком МЦР кампање у 2015. години постављенеи су нови циљеви до 2030. годину у оквиру кампање Циљеви одрживог развоја. Здравље мајки ставља се под Циљ 3, поглавље Здравље, са намером да се смањи глобални однос смртности мајки на мање од 70. Међу алатима који се развијају за постизање ових циљева је СЗО-ова је осмислила листу сигурног порођаја.

## Фактори ризика
У факторе ризика за директну смрт мајки у Великој Британији наводе се следећи чиниоци:
- Гестацијски дијабетес.
- Хипертензивни поремећаји трудноће.
- Анемија.
- Вишеплодна трудноћа.
- Неадекватна употреба услуга пренаталне неге, било због недостатка приступа или из других разлога:
  - 9% жена умрлих између 2011. и 2013. године није добило антенаталну негу.
  - Само једна трећина умрлих жена добила је ниво антенаталне неге који је препоручио Национални институт за здравство и изврсност у нези.[23]
  - Труднице које су недавно мигранткиње, азиланти или избеглице или имају потешкоће у разумевању енглеског језика можда неће у потпуности користити антенаталне услуге.[24]
- Пушење дувана.
- Злоупотреба супстанце: у петогодишњем периоду између 2009-2013, 58 жена умрло је од злоупотребе супстанци (алкохол и / или дрога) током трудноће или до годину дана касније.
  - Клиничари морају да осигурају да њихов став не спречава жене које злоупотребљавају супстанце да приступе нези и подршци која им је потребна.[24]
- Претходни проблеми са трудноћом.
- Постојећа медицинска стања, укључујући епилепсију, проблеме менталног здравља (видети такође доле), срчане проблеме, есенцијалну хипертензију (за 66% жена које су умрле у периоду 2011-2013 било је познато да имају медицинске коморбидитете)
- Индекс телесне масе (БМИ): око 30% жена које су умрле у периоду од 2011. до 2013. године биле су гојазне, а 22% су имале прекомерну телесну тежину.
- Социо-економски статус: жене које живе у породицама у којима су оба партнера незапослена, где је социјална искљученост придружени проблем, имају већу вероватноћу да умру него жене из угроженијих група. Жене које живе у најугроженијим подручјима имају вишу стопу смртности од жена које живе у најбогатијим подручјима; није било значајних промена у раскораку у неједнакости.
- Старост мајке: има удео у трудноћа код жена старијих од 35 година и даље су високи. Највеће стопе смртности мајки су међу старијим мајкама.
- Етницитет: жене из мањинских етничких група имају вишу стопу смртности од кавкаски жена. Ова разлика у стопама смртности између етничких група забележена је у другим богатим друштвима.[25]

## Главни узроци
Широм света, приближно 80% смртности мајки је последица директних узрока. Главни узроци смрти су:
- крварење после порођаја (24%);
- индиректни узроци као што су анемија, маларија и болести срца (20%);
- инфекција (15%);
- небезбедан побачај (13%);
- еклампсија (12%);
- ометани рад (8%);
- ванматеричне компликације трудноће, емболије и анестезије (8%) .

Четрдесет и пет посто постпорођајних смрти догоди се у прва 24 сата, а 66% се догоди током прве недеље. Од процењених 211 милиона трудноћа, 46 милиона резултира индуцираним побачајима.
Шездесет посто абортуса није сигурно и узрокује 68.000 смртних случајева годишње.
Компликације због несигурног побачаја узрок су 13% ових смртних случајева.
Индиректни узроци (20%) укључују болести које компликују или отежавају трудноћу, попут маларије, анемије, ХИВ АИДС-а или кардиоваскуларних болести.
Главни разлози због којих труднице, посебно у руралним областима, не одлазе у здравствене установе ради неге мајки и детета, су трошкови, страх, лоше лечење, време чекања, срамота и удаљеност од најближег здравственог центра.
У 2006. години, само 60% порођаја који су се догодили у земљама у развоју обављени су у присуству бабице или другог медицинског лица То значи да се око 50 милиона порођаја догоди у кући без стручне помоћи. Покривеност се креће од 34% у источној Африци до 93% у Јужној Америци.
Поред узрока или патолошких околности које покрећу смрт, постоје два фактора која значајно одређују ризик од смрти жене током трудноће, и порођаја:
Рана дијагноза — на овој чинилац утиче неколико фактора: врема када трудница одлучи да затражи медицинску негу, време трајања премештања труднице у здравствену јединицу и начини пружања ефикасне специфичне неге
Ефикасност лечења — начини пружања ефикасне специфичне неге.

### Три кашњења као узрок смртности породиља
Смртност мајки у земљама са сиромашним ресурсима приписује се „3 кашњења“: кашњењу у одлуци за тражење неге, кашњењу у пружању неге на време и кашњењу у примени адекватног лечења.
Кашњење у одлуци за тражење неге
Прво кашњење је код мајке, породице или заједнице која не препознаје животно опасно стање. Будући да се већина смртних случајева догоди током порођаја или у прва 24 сата након порођаја, препознавање хитне ситуације није лако. Већина порођаја се дешава код куће са неквалификованим полазницима, а потребна је вештина за предвиђање или спречавање лоших исхода и медицинско знање за дијагнозу и тренутно деловање на компликације. Док лаичка бабица или породица схвате да постоји проблем, прекасно је.
Кашњење у правовременом пружању неге
Друго кашњење је долазак до здравствене установе, а може бити због услова на путу, недостатка превоза или локације. Многа села немају приступ асфалтираним путевима, а многе породице немају приступ возилима. Јавни превоз (или животиње) може бити главни начин превоза. То значи да ће до здравствене установе требати сатима или данима. Жене са условима опасним по живот често не стигну на време на установу.
Кашњење у примени адекватног лечења
Треће кашњење се дешава у здравственој установи. По доласку, жене добијају неадекватну негу или неефикасан третман. Земље са сиромашним ресурсима са крхким здравственим установама можда неће имати технологију или услуге неопходне за пружање критичне неге крварећим, зараженим или одузетим пацијентима. Пропусти у лечењу, нетачан третман и недостатак залиха доприносе такође смртности мајки.

### Медицински узроци
Ова слика приказује главне узроке смртних случајева повезаних са трудноћом у Сједињеним Америчким Државама од 2011. до 2014.
Смрт мајке може се пратити и преко здравља мајке, што укључује физичко вежбање током читаве трудноће и приступ основној нези. Више од половине смртности мајки догоди се у прва 42 дана након рођења. Раса, локација и финансијски статус доприносе како смртности мајки која утиче на жене широм земље.
Као одговор на висок ниво смртности мајки у Тексасу, Стејт департмент је 2013. године основао Радну групу за мајчину смртност и морбидитет. Према извештају Амнести интернашонала из 2010. године, пет здравствених стања заједно чини 74% свих смртних случајева мајки у САД.
Касне смрти мајки су све више у фокусу пажње. Напредак медицине у земљама са високим ресурсима значи да жене могу остати у животу неколико недеља или месеци након озбиљне болести повезане са трудноћом. Преглед касних смртности мајки у извештају MBRRACE-UK из 2015. године открио је да је највећи узрок касне мајчине смрти био због малигнитета (28%), а други најчешћи узрок је ментално здравље (23%); 14% касних смртности мајки било је услед самоубиства.

##### Емболија
Емболија крвних судова или зачепљење крвног суда вероватно због дубоке венске тромбозе, крвног угрушка који се формира у дубокој вени, обично у ногама, која може бити и из других дубоких вена можедовести до дугорочних ефеката или бити фатална.

##### Крварење
Јако крварење може бити узроковано:
- прирастањем плаценте,
- прираслицам,
- руптуром материце,
- ектопичном трудноћом,
- атонијом материце,
- задржаним продуктима зачећа
- сужењем крвног суда.

Током порођаја уобичајено је да се изгуби између пола литре крви, у зависности од тога да ли мајка рађа природним путем или царским резом. Додатна и јака крварења, из крвних судова унутрашњих органа мајке могу да пређу у шок због лошег протока крви и бити фатална.
Постпорођајна крварења су најчешћи узрок смрти у целом свету и непрстано се покрећу нове иницијативе у сиромашнијим земљама - нпр. пнеуматска одећа против шока и тампонадe.

##### Прееклампсија
Отприлике 20 недеља до порођаја, труднице могу имати повишење крвног притиска што би могло указивати на прееклампсију. Прееклампсија укључује неправилни рад јетре и бубрега, на шта указују протеини у урину, као и хипертензија. Прееклампсија такође може постати еклампсија, када мајка пада у кому, што је ретко, али фатално.

##### Инфекција
Инфекција је веома честа компликација и настаје због нарушеног имунолошког систем. Наиме када је жена трудна, њен имунолошки систем се понаша другачије од првобитног, склонији је инфекцији која може бити претећа и за мајку и за бебу. Различите врсте инфекција укључују инфекцију плодне воде и околних ткива, грип, инфекције гениталног тракта и инфекцију сепсе / крви. Грозница, језа, абнормални рад срца и дисање могу указивати на неки облик инфекције.

##### Кардиомиопатија
Кардиомиопатија, праћена увећањем срца, задебљањем и крутошћу срчаног мишића, што доводи до тога да функција срца слаби и оно на крају умире.
Кардиомиопатија може довести до ниског крвног притиска, смањене функције срца и срчане инсуфицијенције.
Остали кардиоваскуларни поремећаји такође могу доприносиити смртности мајки.
- Неки од главних узрока смртних случајева повезаних са трудноћом
- Микроскопска слика хипертрофичних крвних судова у трудноћи
- Емболија тробоза
- Кардиомиопатија
- Крварење у бубрежном пределу

#### Постпорођајна депресија
Постпорођајна депресија се у начелу не лечи и непрепознаје, али може да доведе до самоубиства.
Самоубиство је један од најзначајнијих узрока смртности мајки, за које се наводи да је у многим студијама узрок број један тешке депресије.
Постпорођајна депресија је узрокована хемијском неравнотежом услед хормоналних промена током и после рођења детета, дуготрајнија је и озбиљнија од „беби блуза“.

#### Директни узроци смрти
| Директни узроци смрти                          | Стопа на 100.000 материнстава |
| Тромбоза и тромбоемболија                      | 1.01                          |
| Антепартумско крварење и постпартумно крварење | 0.55                          |
| Емболија амнионске течности                    | 0.42                          |
| Сепса гениталног тракта                        | 0.29                          |
| Рана трудноћа / ектопична трудноћа             | 0.25                          |
| Прееклампсија и еклампсија                     | 0.25                          |
| Анестезија                                     | 0.13                          |

### Индиректни узроци смрти
| Индиректни узроци смрти                            | Стопа на 100.000 материнстава |
| Срчани                                             | 2.06                          |
| Индиректна сепса - грип, упала плућа / други       | 1.26                          |
| Индиректна неуролошка стања, укључујући епилепсију | 1.01                          |
| Психијатријска                                     | 0.80                          |
| Касне смрти мајки                                  | 14.12                         |

## Социјални фактори
Социјалне одреднице здравља такође доприносе стопи смртности мајки. Неки од ових фактора укључују приступ здравственој заштити, образовању, старост, расу и приходе.
Недостатак међупрофесионалне и / или међуагенцијске комуникације, био је чест случај смртног исхода због изостанка брига о породиљама због недостатка интердисциплинарног рада. У неколико случајева кључне клиничке информације, које су могле утицати на исход, нису преношене од лекара опште праксе бабицама или акушерским службама, нити су их делиле консултанти из других специјалности. Ово је било посебно изражено и постнаталном периоду.

## Ментално здравље
Током трудноће жене су у највећем ризику од тешких менталних болести у трудноћи и убрзо након тога, него у било које друго време у животу.
У петогодишњем периоду између 2009. и 2013. године, забележен је 101 касни смртни случај мајки услед самоубистава (2,3 на 100 000 материнстава) и 58 као последица злоупотребе супстанци.
Знало се да је 17% жена умрлих од самоубиства имало породично насиље, иако за 51% није било доступне историје.
Око 75% жена које су извршиле самоубиство није добило препоручени ниво антенаталне неге;
Око 25% њих је резервисало касније од 12 недеља трудноће.
Недавна значајна промена у менталном стању или нови симптоми, нове мисли или дела самоповређивања или нови и упорни изрази неадекватности мајке су све „црвене заставице“ за хитну психијатријску процену за старије особе.

## Насиље у породици
Трудноћа и постнатални период су време високог ризика за насиље у породици, очемуговоре ови подаци:
- 5% свих жена умрлих између 2009. и 2013. године изјавило да су биле изложене насиљу у кући.
- Скоро половина је убијених или умрла из психијатријских разлога.

Медицинска сестра и социјална радница би требало да буду одговорна за жену која је доживела насиље у породици и да јој пружи већи део пренаталне неге.

## Небезбедан побачај
Небезбедан побачај је још један од главних узрока мајчинске смрти. Према Светској здравственој организацији 2009. године, сваких осам минута жена је умирала од компликација проузрокованих небезбедним побачајем. Небезбедне праксе абортуса укључују испијање токсичних течности попут терпентина или белила. Више физичких метода укључује физичке повреде женских гениталија. Компликације укључују хеморагију, инфекцију, сепсу и гениталну трауму.
До 2007. године, глобално могуће превентивне смрти због неправилно изведених поступака чине 13% смртности мајки и 25% или више у неким земљама у којима је смртност мајки из других узрока релативно ниска, чинећи несигурни побачај водећим појединачним узроком смртности мајки у свету.
Побачаји су чешћи у развијеним регионима него у регионима у развоју у свету. Процењује се да 26% свих трудноћа које се дешавају у свету су индуковани абортус. Од тога се 41% обавља у развијеним регионима, а 23% у регионима у развоју.
СЗО праксу несигурног абортуса дефинише као поступке које „спроводе особе које немају потребне вештине или у окружењу које није у складу са минималним медицинским стандардима, или обоје“. Користећи ову дефиницију, СЗО процењује се да се годишње обави око 45 милиона абортуса, од којих се 19 милиона обавља у небезбедним. Такође, 97% ових небезбедних побачаја догађа се у земљама у развоју.
Смртности мајки узроковане неправилно спроведеним поступцима који износи 13% широм света, повећо се на 25% у земљама у којима су други узроци смртности мајки ниски, попут земаља Источне Европе и Јужне Америке. То чини несигурне праксе абортуса водећим узроком мајчине смрти у свету.
Повезани фактори
Социјални фактори утичу на одлуку жене да тражи услуге абортуса, а то може укључивати:
- страх од напуштања партнера,
- одбијање породице,
- недостатак запослења.

Социјални фактори попут ових могу довести до последица абортуса који се сматра небезбедним.

## Превенција
Многим земљама у развоју недостаје одговарајућа здравствена заштита и планирање породице, а труднице имају минималан приступ квалификованој радној снази и хитној нези. Основне хитне акушерске интервенције, као што су антибиотици, окситоцици, антиконвулзиви, ручно уклањање плаценте и инструментално вагинално рађање, од виталног су значаја за побољшање шансе за преживљавање.
Колико је неопходна стручна помоћ породиљи приликом порођаја, толико је важна превенција и непрестано побољшање здравља мајки у целом антенаталном периоду, који почиње формирањем зигота и завршава се почетком процеса рођења. У том циљу током антенаталног и интрапартусног период треба спровести:
- рутинску антенаталну негу,
- основну хитну акушерску негу (укључујући доступност антибиотика, окситоцина, антиконвулзива),
- могућност ручног уклањања задржане плаценте,
- обављање инструменталних порођаја,
- интензивну негу после порођаја.

Истраживања су показала да су најефикаснији програми за очување живота породиља они који су засновани на:
- едукацији пацијената породице и заједнице,
- пренатална нега,
- хитна акушерска нега у нежељеним ситуацијама (укључујући примену царског реза)
- правовремени и правилан превоз породиље.

Значај друштва и породице у антенаталној нези
Као и за здравље жена уопште, друштво и породица морају непрекидно да брину о будућој мајци у антенаталном периоду и њеном здрављу, применом свих облика социјалне заштите која обухватају пре свега борбу против сиромаштва и решавање бројних статусних питања трудница и будућих мајки. 
Тиме се спречава могућност највећег броја смртних случајева који се догађају непосредно пред порођај или у интрапартумској нези (порођају), због лође спроведене неге труднице у антепарталном периоду. На основу ових сазнања СЗО је дошла до закључка да антепартална нега мора да буде главна стратегија СЗО у заштити здравља трудница, и у новембру 2016. године издала је нове смернице о антенаталној нези.

### Медицинске технологије
Смањење броја смртних исхода мајки у 21. веку углавном је резултат:
- побољшаних асептичних техника, и услова рада,
- бољег управљања надокнадама течности,
- бржег приступа трансфузији крви,
- боље пренаталне неге.

Технологије су дизајниране тако да и у случају сиромашних ресурса такође буду ефикасне у смањењу смртности мајки. Непнеуматска одећа против шока је уређај ниске технологије под притиском који смањује губитак крви, враћа виталне знакове и помаже одлагању до добијања одговарајуће хитне помоћи током акушерског крварења.
Кондоми који се користе као матерински тампони такође су ефикасни у заустављању крварења након порођаја.

### Лекови
Неке смрти мајки могу се спречити употребом лекова. Инјекција оситоцина може се користити за спречавање смрти услед постпорођајног крварења. Поред тога, постпорођајне инфекције могу се лечити антибиотицима. У ствари, употреба антибиотика широког спектра за превенцију и лечење мајчиних инфекција уобичајена је у земљама са ниским приходима. Смрт мајке услед еклампсије такође се може спречити употребом лекова као што је магнезијум сулфат.

### Здравство
Јавно здравствени приступ решавању смртности мајки укључује прикупљање информација о опсегу проблема, идентификовање кључних узрока и спровођење интервенција, како пре трудноће, тако и током трудноће, ради сузбијања тих узрока и спречавања смртности мајки.
Јавно здравље има улогу у анализи материнске смрти. Један важан аспект у прегледу мајчине смрти и њених узрока су Одбори или комисије за преиспитивање смртности мајки. Циљ ових комисија за преглед је да анализирају сваку смрт мајке и утврде њен узрок. Након ове анализе, информације се могу комбиновати како би се утврдиле специфичне интервенције које би могле довести до спречавања будућих смртности мајки. Ови одбори за преглед су генерално свеобухватни у својој анализи смртности мајки, испитујући детаље који укључују факторе менталног здравља, јавни превоз, хроничне болести и поремећаје употребе супстанци. Све ове информације могу се комбиновати дајући детаљну слику онога што узрокује смртност мајки и помажући у одређивању препорука за смањење њиховог утицаја.
Многе државе у Сједињеним Америчким Државама оснивају комитете за преиспитивање смртности мајки, и корак даље сарађују са разним професионалним организацијама како би побољшале квалитет перинаталне неге. Ове тимови и организација чине „перинатални сарадник за квалитет“ или ПКЦ и укључују државна здравствена одељења, удружење државних болница и клиничке стручњаке попут лекара и медицинских сестара. Ови ПКЦ такође могу да укључују здравствене организације у заједници, представнике одбора за оцену смртности мајки и групе за заштиту пацијената. Укључивањем свих ових главних играча у здравље мајки, циљ је сарадња и утврђивање могућности за побољшање квалитета неге. Кроз овај заједнички напор, ПКЦ могу да имају за циљ да изврше утицај на квалитет како на директном нивоу неге пацијента, тако и путем већих система као што је креирање политике. Сматра се да је институција ПКЦ у Калифорнији највише допринела смањењу стопе смртности мајки за 50% у годинама које су следиле, након њиховог оснивања. ПКЦ је развио водиче за преглед и иницијативе за побољшање квалитета усмерене на најчешће превентивну и најраспрострањенију смрт мајке: оне услед крварења и високог крвног притиска. Успех је примећен и код ПКЦ-а у Илиноису и на Флориди.
Неколико интервенција пре трудноће препоручено је у настојањима да се смањи смртност мајки. Повећавање приступа услугама репродуктивног здравља, као што су услуге планирања породице и безбедни поступци прекида трудноће, препоручује се у циљу спречавања нежељене трудноће. Неколико земаља, укључујући Индију, Бразил и Мексико, забележиле су одређени успех у напорима да промовишу употребу услуга репродуктивног здравља.
Остале интервенције укључују висококвалитетно сексуално образовање, које укључује превенцију трудноће и превенцију и лечење полно преносивих инфекција (СПИ). Обраћајући се полно преносивим инфекцијама, ово не само да смањује перинаталне инфекције, већ такође може помоћи у смањењу ектопичне трудноће изазване полно преносивим инфекцијама.
Адолесценти имају између два и пет пута већу вероватноћу да ће патити од материнске смртности него жене које имају двадесет година или више. Приступ репродуктивним услугама и сексуалном васпитању могао би имати велики утицај, посебно на адолесценте, који су углавном необразовани у погледу ношења здраве трудноће. Ниво образовања снажни је предиктор здравља мајки јер женама даје знање да потраже негу када је то потребно.
Јавноздравствени напори могу такође интервенисати током трудноће да би побољшали исходе мајкама. Идентификована су подручја за интервенције у приступу нези, јавном знању, свести о знацима и симптомима компликација у трудноћи и побољшању односа између здравствених радника и мајки које очекују.
Повећавањем јавног знања и свести кроз програме здравственог образовања о трудноћи, укључујући знаке компликација које треба да реши здравствени радник, ово ће повећати вероватноћу да мајка која може да затражи помоћ када је то потребно. Виши ниво образовања повезан је са повећаном употребом услуга контрацепције и планирања породице, као и са пренаталном негом. Решавање компликација код најранијих знакова проблема може побољшати исходе за очекиване мајке, због чега је изузетно важно да трудница буде довољно упућена у здравствену заштиту због потенцијалних компликација. Побољшање односа између пацијената и здравственог система у целини олакшат ће трудници да се осјећа угодно тражећи помоћ. Добра комуникација између пацијената и даваоца услуга, као и културна компетентност давалаца, такође могу помоћи у повећању усаглашености са препорученим третманима.
Друга важна превентивна мера која се спроводи је специјализовано образовање за мајке. Лекари и медицински стручњаци који пружају једноставне информације женама, посебно женама у нижим социо-економским областима, смањиће погрешну комуникацију која се често дешава између лекара и пацијената. Обука здравствених радника биће још један важан аспект смањења стопе мајчине смрти, „Студија је открила да су бели студенти медицине и становници често веровали у нетачне и понекад„ фантастичне “биолошке заблуде о расним разликама код пацијената. За ове претпоставке истраживачи нису кривили појединачне предрасуде већ дубоко укорењене несвесне стереотипе о људима у боји, као и потешкоће лекара у емпатији са пацијентима чија се искуства разликују од њихових.

### Политика
Схвативши озбиљност проблема 1987. године у Кенији је сазвана међународна конференција о сигурном материнству. Конференција је подигла глобалну свест о разарајућим стопама смртности мајки у земљама у развоју и формално успоставила Иницијативу за сигурно мајчинство. Циљ је био смањити смртност мајки за 50% до 2000. године и објавити глобалној заједници недаће труднице. У почетку су се донатори, агенције Уједињених нација (УН) и владе усредсредили на две стратегије за смањење материнске смртности: повећање антенаталне неге и обуке за традиционалне родитеље. До 2000. године циљ је био далеко од оствареног. Глобална заједница је потврдила своју посвећеност 2000. године, а Уједињене нације су објавиле 8 Миленијумских развојних циљева; пети циљ (МДГ-5) предвиђа смањење стопе смртности мајки за 75% до 2015. године.

#### Миленијунмски развојни циљеви УН
Највећа глобална политичка иницијатива за здравље мајки потекла је из Миленијумске декларације Уједињених нација која је створила Миленијумске развојне циљеве. У 2012. години ово је зхаачето на Конференцији Уједињених нација о одрживом развоју да би затим поставило циљеве одрживог развоја, са циљном годином 2030.
СДГ су 17 циљева који захтевају глобалну сарадњу у решавању широког спектра препознатих проблема. Циљ 3 усмерен је на обезбеђивање здравља и благостања за људе свих старосних група. Специфични циљ је постизање глобалног коефицијента смртности мајки мањег од 70 на 100 000 живорођених. До сада је постигнут специфичан напредак у порођајима којима је присуствовао квалификовани пружатељ услуга, сада на 80% порођаја широм света у поређењу са 62% у 2005. години.
Земље и локалне владе предузеле су политичке кораке у смањењу смртности мајки. Истраживачи Института за прекоморски развој проучавали су здравствене системе мајки у четири наизглед сличне земље: Руанди, Малавију, Нигеру и Уганди. У поређењу са друге три земље, Руанда у последње време бележи одличне резултате у побољшању стопе смртности мајки. На основу истраживања ових различитих студија и случајева у земљи, истраживачи закључују да побољшање здравља мајки зависи од три кључна фактора: 
1. Честог прегледа свих политика везаних за здравље мајки како би се обезбедило да су оне интерно кохерентне;
2. Спровођење нивоа стандарда којима је регулисан рад пружаоц услуга материнског здравља;
3. Свако локално откривење проблема, али и решења тих проблема треба јавно промовисати, а не обесхрабрити.

У погледу политике помоћи, сразмерно томе, помоћ која се даје за побољшање стопе смртности мајки се смањила, јер су друга питања јавног здравља, попут ХИВ / АИДС-а и маларије, постала главна међународна брига.
Доприноси за мајчину здравствену помоћ имају тенденцију да се удружују са здрављем новорођенчади и детета, па је тешко проценити колика се помоћ даје директно здрављу мајки како би се помогло у смањењу стопа смртности мајки. Без обзира на то, постигнут је напредак у смањењу стопа материнске смртности на међународном нивоу.
У земљама у којима се праксе прекида трудноће не сматрају легалним, неопходно је размотрити приступ жена висококвалитетним услугама планирања породице, јер би неке од рестриктивних политика око прекида трудноће могле ометати приступ тим услугама. Ове политике такође могу утицати на правилно прикупљање информација за праћење здравља мајки широм света.
Политичка посвећеност смањењу смртности мајки од виталног је значаја за успех програма. Владе које су петом Миленијумском развојном циљу, дале приоритет пружајући вођство кроз људске и финансијске ресурсе, приметиле су смањење смртности мајки у својој нацији.

### Планирање породице
Донатори, организације УН-а и владе направили су велике кораке у промоцији планирања породице и употребе контрацепције. Захваљујући овом напору, спречени су милиони смртности мајки. Међутим, употреба контрацепције у многим земљама сиромашним ресурсима још увек није на оптималном нивоу. Укупан ниво недостатка приступа контрацепцији износи 50%, са најмање 4% у Европи и високим 57% у земљама Африке.
Овај недостатак приступа контрацепцији доводи до нежељене трудноће, повећане потражње за абортусима и смртних случајева повезаних са небезбедним абортусима. Мерење материнске смртности захтева да мајка буде трудна, па превенција трудноће отежава квантификовање броја смртних случајева који су спречени. Ипак, ако се спречи нежељена трудноћа, подаци сугеришу да би се могло елиминисати између 25% и 40% смртности мајки.

### Безбедни побачаји
С обзиром на високу стопу смртности мајки услед нежељене трудноће, неке државе, попут Јужне Африке, Туниса и Зеленортских Острва, препознају важност ширег приступа сигурном побачају. У земљама као што су Мали, Судан, Бенин и Буркина Фасо, где законски, политички и културно приступ абортусу ствара унутрашњи спор, владе су женама дозволиле приступ сигурном абортусу под одређеним околностима, као што су случајеви силовања или малформације фетуса.
Још увек постоје неке земље у којима приступ жена сигурном побачају не постоји, а медицинске заједнице се суочавају с отпором када заговарају промену политике. Жене које потраже помоћ могу бити изопштене.

### Нега пре порођаја
Након конференције о сигурном материнству, кључна тачка акције била је унапређење предпорођајне неге како би се идентификовале високо ризичне трудноће. Иако се чини логичним да би то требало да буде кључна компонента здравља мајки, евалуације програма показују да антепартумска нега показује мали утицај на смањење смртности мајки. Утврђено је да су скрининг тестови током антенаталног периода неефикасни и да преплављују рефералне здравствене центре.
Такође, жене које су нудиле бесплатну антенаталну негу нису је нужно користиле јер су осећале да им је добро и није било потребно да посећују здравствену установу. Ово не оповргава потребу за препорођајном негом нити њен значај, већ указује на то да би се ресурси могли доделити негде другде да би се постигао већи утицај на смртност мајки.